# Grand Prix Formule 1 van Emilia-Romagna 2020
De Grand Prix Formule 1 van Emilia-Romagna 2020 werd gereden op 1 november op het Autodromo Enzo e Dino Ferrari bij Imola. Het was vanwege de Coronapandemie de dertiende race van het aangepaste kampioenschap.

## Vrije trainingen
Er werd geëxperimenteerd door de FIA met een "verkort" rijschema voor het weekend, daarom werd er slechts één vrije training gereden op zaterdagochtend, waarna vier uur later de kwalificatie plaatsvond.

### Uitslagen
- Enkel de top vijf wordt weergegeven.

| Vrije training | Pos. | Nr. | Coureur         | Constructeur     | Tijd     |
| -------------- | ---- | --- | --------------- | ---------------- | -------- |
| Vrije training | 1    | 44  | Lewis Hamilton  | Mercedes         | 1:14.726 |
| Vrije training | 2    | 33  | Max Verstappen  | Red Bull-Honda   | 1:15.023 |
| Vrije training | 3    | 77  | Valtteri Bottas | Mercedes         | 1:15.218 |
| Vrije training | 4    | 10  | Pierre Gasly    | AlphaTauri-Honda | 1:15.633 |
| Vrije training | 5    | 16  | Charles Leclerc | Ferrari          | 1:15.688 |

## Kwalificatie
| Pos.                   | Nr. | Coureur            | Constructeur              | Kwalificatietijden | Kwalificatietijden | Kwalificatietijden | Grid |
| Pos.                   | Nr. | Coureur            | Constructeur              | Q1                 | Q2                 | Q3                 | Grid |
| ---------------------- | --- | ------------------ | ------------------------- | ------------------ | ------------------ | ------------------ | ---- |
| 1                      | 77  | Valtteri Bottas    | Mercedes                  | 1:14.221           | 1:14.585           | 1:13.609           | 1    |
| 2                      | 44  | Lewis Hamilton     | Mercedes                  | 1:14.229           | 1:14.643           | 1:13.706           | 2    |
| 3                      | 33  | Max Verstappen     | Red Bull-Honda            | 1:15.034           | 1:14.974           | 1:14.176           | 3    |
| 4                      | 10  | Pierre Gasly       | AlphaTauri-Honda          | 1:15.183           | 1:14.681           | 1:14.502           | 4    |
| 5                      | 3   | Daniel Ricciardo   | Renault                   | 1:15.474           | 1:14.953           | 1:14.520           | 5    |
| 6                      | 23  | Alexander Albon    | Red Bull-Honda            | 1:15.402           | 1:14.745           | 1:14.572           | 6    |
| 7                      | 16  | Charles Leclerc    | Ferrari                   | 1:15.123           | 1:15.017           | 1:14.616           | 7    |
| 8                      | 26  | Daniil Kvjat       | AlphaTauri-Honda          | 1:15.412           | 1:15.022           | 1:14.696           | 8    |
| 9                      | 4   | Lando Norris       | McLaren-Renault           | 1:15.274           | 1:15.051           | 1:14.814           | 9    |
| 10                     | 55  | Carlos Sainz jr.   | McLaren-Renault           | 1:15.528           | 1:15.027           | 1:14.911           | 10   |
| 11                     | 11  | Sergio Pérez       | Racing Point-BWT Mercedes | 1:15.407           | 1:15.061           |                    | 11   |
| 12                     | 31  | Esteban Ocon       | Renault                   | 1:15.352           | 1:15.201           |                    | 12   |
| 13                     | 63  | George Russell     | Williams-Mercedes         | 1:15.760           | 1:15.323           |                    | 13   |
| 14                     | 5   | Sebastian Vettel   | Ferrari                   | 1:15.571           | 1:15.385           |                    | 14   |
| 15                     | 18  | Lance Stroll       | Racing Point-BWT Mercedes | 1:15.822           | 1:15.494           |                    | 15   |
| 16                     | 8   | Romain Grosjean    | Haas-Ferrari              | 1:15.918           |                    |                    | 16   |
| 17                     | 20  | Kevin Magnussen    | Haas-Ferrari              | 1:15.939           |                    |                    | 17   |
| 18                     | 7   | Kimi Räikkönen     | Alfa Romeo-Ferrari        | 1:15.953           |                    |                    | 18   |
| 19                     | 6   | Nicholas Latifi    | Williams-Mercedes         | 1:15.987           |                    |                    | 19   |
| 20                     | 99  | Antonio Giovinazzi | Alfa Romeo-Ferrari        | 1:16.208           |                    |                    | 20   |
| Q1 107% tijd: 1:19.416 |     |                    |                           |                    |                    |                    |      |
| Bron:                  |     |                    |                           |                    |                    |                    |      |

## Wedstrijd
Lewis Hamilton behaalde de 93ste overwinning in zijn carrière voor Valtteri Bottas en Daniel Ricciardo. Het Mercedes-team behaalde voor het zevende jaar op rij de overwinning in het constructeurskampioenschap.
| Pos.  | Nr. | Coureur            | Constructeur              | Rondes | Tijd / Oorzaak uitval | Grid | Punten |
| ----- | --- | ------------------ | ------------------------- | ------ | --------------------- | ---- | ------ |
| 1     | 44  | Lewis Hamilton     | Mercedes                  | 63     | 1:28:32.430           | 2    | 26S    |
| 2     | 77  | Valtteri Bottas    | Mercedes                  | 63     | +5.783                | 1    | 18     |
| 3     | 3   | Daniel Ricciardo   | Renault                   | 63     | +14.320               | 5    | 15     |
| 4     | 26  | Daniil Kvjat       | AlphaTauri-Honda          | 63     | +15.141               | 8    | 12     |
| 5     | 16  | Charles Leclerc    | Ferrari                   | 63     | +19.111               | 7    | 10     |
| 6     | 11  | Sergio Pérez       | Racing Point-BWT Mercedes | 63     | +19.562               | 11   | 8      |
| 7     | 55  | Carlos Sainz jr.   | McLaren-Renault           | 63     | +20.230               | 10   | 6      |
| 8     | 4   | Lando Norris       | McLaren-Renault           | 63     | +21.131               | 9    | 4      |
| 9     | 7   | Kimi Räikkönen     | Alfa Romeo-Ferrari        | 63     | +22.224               | 18   | 2      |
| 10    | 99  | Antonio Giovinazzi | Alfa Romeo-Ferrari        | 63     | +26.398               | 20   | 1      |
| 11    | 6   | Nicholas Latifi    | Williams-Mercedes         | 63     | +27.135               | 19   |        |
| 12    | 5   | Sebastian Vettel   | Ferrari                   | 63     | +28.453               | 14   |        |
| 13    | 18  | Lance Stroll       | Racing Point-BWT Mercedes | 63     | +29.163               | 15   |        |
| 14    | 8   | Romain Grosjean    | Haas-Ferrari              | 63     | +32.935               | 16   |        |
| 15    | 23  | Alexander Albon    | Red Bull-Honda            | 63     | +57.284               | 6    |        |
| DNF   | 63  | George Russell     | Williams-Mercedes         | 52     | Ongeluk               | 13   |        |
| DNF   | 33  | Max Verstappen     | Red Bull-Honda            | 51     | Klapband              | 3    |        |
| DNF   | 20  | Kevin Magnussen    | Haas-Ferrari              | 48     | Hoofdpijn             | 17   |        |
| DNF   | 31  | Esteban Ocon       | Renault                   | 28     | Versnellingsbak       | 12   |        |
| DNF   | 10  | Pierre Gasly       | AlphaTauri-Honda          | 9      | Waterdruk             | 4    |        |
| Bron: |     |                    |                           |        |                       |      |        |

S Lewis Hamilton behaalde een extra punt voor het rijden van de snelste ronde.

## Tussenstanden wereldkampioenschap
Betreft tussenstanden voor het wereldkampioenschap na afloop van de race.

### Coureurs
| Pos. | Nr. | Coureur          | Constructeur              | Punten |
| ---- | --- | ---------------- | ------------------------- | ------ |
| 1    | 44  | Lewis Hamilton   | Mercedes                  | 282    |
| 2    | 77  | Valtteri Bottas  | Mercedes                  | 197    |
| 3    | 33  | Max Verstappen   | Red Bull-Honda            | 162    |
| 4    | 3   | Daniel Ricciardo | Renault                   | 95     |
| 5    | 16  | Charles Leclerc  | Ferrari                   | 85     |
| 6    | 11  | Sergio Pérez     | Racing Point-BWT Mercedes | 82     |
| 7    | 4   | Lando Norris     | McLaren-Renault           | 69     |
| 8    | 55  | Carlos Sainz jr. | McLaren-Renault           | 65     |
| 9    | 23  | Alexander Albon  | Red Bull-Honda            | 64     |
| 10   | 10  | Pierre Gasly     | AlphaTauri-Honda          | 63     |

### Constructeurs
| Pos. | Constructeur              | Punten    |
| ---- | ------------------------- | --------- |
| 1    | Mercedes                  | 479       |
| 2    | Red Bull-Honda            | 226       |
| 3    | Renault                   | 135       |
| 4    | McLaren-Renault           | 134       |
| 5    | Racing Point-BWT Mercedes | 134 (149) |
| 6    | Ferrari                   | 103       |
| 7    | AlphaTauri-Honda          | 89        |
| 8    | Alfa Romeo-Ferrari        | 8         |
| 9    | Haas-Ferrari              | 3         |
| 10   | Williams-Mercedes         | 0         |